# Paramythia (ptaki)
Paramythia – rodzaj ptaków z rodziny jagodników (Paramythiidae).

## Rozmieszczenie geograficzne
Rodzaj obejmuje gatunki występujące na Nowej Gwinei (Indonezja i Papua-Nowa Gwinea).

## Morfologia
Długość ciała 19–22 cm; masa ciała 38–61 g.

## Systematyka
Rodzaj zdefiniował w 1892 roku brytyjski zoolog Charles Walter De Vis w załączniku CC będącym raportem z badań zoologicznych administracji kolonialnej w latach 1890–1891 opublikowanym w raporcie rocznym z Brytyjskiej Nowej Gwinei. Gatunkiem typowym jest (oznaczenie monotypowe) jagodnik czubaty (P. montium).

### Etymologia
Paramythia: gr. παραμυθια paramuthia ‘zachęta, pocieszenie’.

### Podział systematyczny
Do rodzaju należą następujące gatunki:
- Paramythia olivacea van Oort, 1910 – jagodnik białobrewy
- Paramythia montium De Vis, 1892 – jagodnik czubaty